# Copa del Rey de balonmano 1978
La Copa del Rey de balonmano 1978 fue la III edición del campeonato estatal de la Copa del Rey y se celebró entre el 14 de mayo y el 11 de junio de 1978, por el sistema de eliminatorias a doble partido, excepto la final que se jugó a partido único en Las Palmas.
Participaron los ocho primeros clasificados del Campeonato Nacional de División de Honor. 
Los equipo clasificados fueron: Grupo de Cultura Covadonga, Atlético Madrid, Marcol Lanas Aragón, F. C. Barcelona, BM Granollers, San Antonio, CB Calpisa y el G.E. Seat 
El ganador de esta edición fue el Atlético Madrid, imponiéndose al BM Granollers.

## Rondas finales
|  | Cuartos de final            | Cuartos de final            | Cuartos de final            |    |               | Semifinales       | Semifinales       | Semifinales       |  |  | Final           | Final       | Final       |
|  | 13 y 14 mayo - 20 y 21 mayo | 13 y 14 mayo - 20 y 21 mayo | 13 y 14 mayo - 20 y 21 mayo |    |               | 28 mayo - 4 junio | 28 mayo - 4 junio | 28 mayo - 4 junio |  |  | 11 de junio     | 11 de junio | 11 de junio |
|  |                             |                             |                             |    |               |                   |                   |                   |  |  |                 |             |             |
|  | Grupo de Cultura Covadonga  | 21                          | 14                          |    |               |                   |                   |                   |  |  |                 |             |             |
|  | Atlético Madrid             | 32                          | 38                          |    |               |                   |                   |                   |  |  |                 |             |             |
|  | Atlético Madrid             | 32                          | 38                          |    | CB Calpisa    | 17                | 21                |                   |  |  |                 |             |             |
|  |                             |                             |                             |    | CB Calpisa    | 17                | 21                |                   |  |  |                 |             |             |
|  |                             | Atlético Madrid             | 15                          | 26 |               |                   |                   |                   |  |  |                 |             |             |
|  | Marcol Lanas Aragón         | Atlético Madrid             | 15                          | 26 | 26            | 20                |                   |                   |  |  |                 |             |             |
|  | Marcol Lanas Aragón         |                             |                             |    | 26            | 20                |                   |                   |  |  |                 |             |             |
|  | F. C. Barcelona             | 25                          | 25                          |    |               |                   |                   |                   |  |  |                 |             |             |
|  |                             |                             |                             |    |               |                   |                   |                   |  |  | Atlético Madrid | 29          |             |
|  |                             |                             | BM Granollers               | 23 |               |                   |                   |                   |  |  |                 |             |             |
|  | BM Granollers               | 30                          | 24                          |    |               |                   |                   |                   |  |  |                 |             |             |
|  | San Antonio                 | 21                          | 17                          |    |               |                   |                   |                   |  |  |                 |             |             |
|  | San Antonio                 | 21                          | 17                          |    | BM Granollers | 23                | 28                |                   |  |  |                 |             |             |
|  |                             |                             |                             |    | BM Granollers | 23                | 28                |                   |  |  |                 |             |             |
|  |                             | FC Barcelona                | 21                          | 28 |               |                   |                   |                   |  |  |                 |             |             |
|  | CB Calpisa                  | FC Barcelona                | 21                          | 28 | 31            | 27                |                   |                   |  |  |                 |             |             |
|  | CB Calpisa                  |                             |                             |    | 31            | 27                |                   |                   |  |  |                 |             |             |
|  | G.E. Seat                   | 19                          | 20                          |    |               |                   |                   |                   |  |  |                 |             |             |

### Cuartos de final

#### Grupo de Cultura Covadonga - Atlético Madrid
| 14 de mayo de 1978 | Grupo de Cultura Covadonga | 21:32 (11:17) | Atlético Madrid | Pabellón Grupo Covadonga, Gijón                                     |                                                                     |
|                    | Espinosa 7                 |               | De Andrés 7     | Asistencia: - espectadores Árbitro(s): Rubio (España) Solá (España) | Asistencia: - espectadores Árbitro(s): Rubio (España) Solá (España) |

| 21 de mayo de 1978 | Atlético Madrid                 | 38:14 (21:2) | Grupo de Cultura Covadonga | Polideportivo Antonio Magariños, Madrid                                 |                                                                         |
|                    | De Andrés 6 Alonso 6 Parrilla 6 |              | Espina 6                   | Asistencia: - espectadores Árbitro(s): Grumaches (España) León (España) | Asistencia: - espectadores Árbitro(s): Grumaches (España) León (España) |

#### Marcol Lanas Aragón - F. C. Barcelona
| 13 de mayo de 1978 | Marcol Lanas Aragón | 26:25 (18:11) | F. C. Barcelona | Pabellón Marcol, Valencia                                                 |                                                                           |
|                    | Tato 7              |               | Company 7       | Asistencia: - espectadores Árbitro(s): Garrido (España) Martínez (España) | Asistencia: - espectadores Árbitro(s): Garrido (España) Martínez (España) |

| 21 de mayo de 1978 | F. C. Barcelona | 25:20 (13:8) | Marcol Lanas Aragón | Palau Blaugrana, Barcelona                                             |                                                                        |
|                    | Morales 7       |              | Claver 6            | Asistencia: - espectadores Árbitro(s): Arrabal (España) Amigo (España) | Asistencia: - espectadores Árbitro(s): Arrabal (España) Amigo (España) |

#### BM Granollers - San Antonio
| 14 de mayo de 1978 | BM Granollers | 30:21 (15:11) | San Antonio | Pabellón Municipal, Granollers (Barcelona)                                  |                                                                             |
|                    | Castellví 10  |               | Sánchez 11  | Asistencia: - espectadores Árbitro(s): Hipólito (España) Colmenero (España) | Asistencia: - espectadores Árbitro(s): Hipólito (España) Colmenero (España) |

| 20 de mayo de 1978 | San Antonio | 17:24 (8:11) | BM Granollers | Gimnasio Ruiz de Alda, Pamplona                                      |                                                                      |
|                    | Eslava 4    |              | Castellví 9   | Asistencia: - espectadores Árbitro(s): Mauri (España) Ramos (España) | Asistencia: - espectadores Árbitro(s): Mauri (España) Ramos (España) |

#### CB Calpisa - G.E. Seat
| 14 de mayo de 1978 | CB Calpisa | 31:19 (12:7) | G.E. Seat        | Pabellón de Deportes, Alicante                                                   |                                                                                  |
|                    | Novos 5    |              | Ibañez 5 Moral 5 | Asistencia: - espectadores Árbitro(s): Alonso (España) González Barridi (España) | Asistencia: - espectadores Árbitro(s): Alonso (España) González Barridi (España) |

| 21 de mayo de 1978 | G.E. Seat   | 20:27 (9:16) | CB Calpisa | -, Barcelona                                                           |                                                                        |
|                    | Hernández 5 |              | Albizu 6   | Asistencia: - espectadores Árbitro(s): Serrano (España) Urban (España) | Asistencia: - espectadores Árbitro(s): Serrano (España) Urban (España) |

### Semifinal

#### CB Calpisa - Atlético Madrid
| 28 de mayo de 1978 | CB Calpisa | 17:15 (9:7) | Atlético Madrid        | Pabellón de Deportes, Alicante                        |                                                       |
|                    | Albizu 6   |             | De Andrés 5 González 5 | Árbitro(s): Alonso (España) González Barridi (España) | Árbitro(s): Alonso (España) González Barridi (España) |

| 4 de junio de 1978 | Atlético Madrid | 26:21 (12:12) | CB Calpisa      | Polideportivo Antonio Magariños, Madrid  |                                          |
|                    | De Andrés 8     |               | Novoa 6 Taure 6 | Árbitro(s): Beret (España) Cots (España) | Árbitro(s): Beret (España) Cots (España) |

#### BM Granollers - F. C. Barcelona
| 28 de mayo de 1978 | BM Granollers | 23:21 (14:10) | F. C. Barcelona  | Pabellón Municipal, Granollers                                          |                                                                         |
|                    | Castellví 9   |               | Rivera 5 Moral 5 | Asistencia: - espectadores Árbitro(s): Agüello (España) Franch (España) | Asistencia: - espectadores Árbitro(s): Agüello (España) Franch (España) |

| 4 de junio de 1978 | F. C. Barcelona | 28:28 (11:16) | BM Granollers | Palau Blaugrana, Barcelona                                                |                                                                           |
|                    | Morera 11       |               | Castellví 11  | Asistencia: - espectadores Árbitro(s): Codinach (España) Herrera (España) | Asistencia: - espectadores Árbitro(s): Codinach (España) Herrera (España) |

### Final

#### Atlético Madrid[1]- BM Granollers
| 11 de junio de 1978 | Atlético Madrid      | 29:23 (12:6) | BM Granollers        | Pabellón Carlos García de SanRomán, Las Palmas de Gran Canaria                        |                                                                                       |
|                     | Fernando De Andrés 9 |              | Eugenio Castellví 10 | Asistencia: - espectadores Árbitro(s): José Cubas (España) Francisco Luchoro (España) | Asistencia: - espectadores Árbitro(s): José Cubas (España) Francisco Luchoro (España) |

| Comunidad de Madrid                   |
| Campeón Atlético de Madrid 5.º título |